# Мавзолей Гумбез-бобо
Мавзоле́й Гумбе́з-бобо́ или Гумба́з-бобо́ (узб. Gumbazota/Гумбазота) — памятник архитектуры XI—XII веков, мавзолей. Располагался в городе Ангрен Ташкентской области. Входит в национальный перечень объектов недвижимого имущества материального и культурного наследия Узбекистана — находится под охраной государства.

## Расположение
Гумбез-бобо находился на старом кладбище, оказавшемся на территории посёлка Геолог, административно включённого в состав города Ангрен. Участок с мавзолеем имел ограду, отделявшую его от остальной территории кладбища. Главным фасадом здание было обращено в юго-восточную сторону.
Спереди от портала Гумбез-бобо располагалась ещё одна постройка, от которой сохранялась лишь платформа из булыжника. Она имела  форму прямоугольника (5,86 × 3,85 м), длинной стороной ориентированного поперёк оси мавзолея.

## История изучения
Мавзолей Гумбез-бобо был описан в советский период археологом О. М. Ростовцевым, который сообщил о нём искусствоведу, исследовательнице мусульманской архитектуры Узбекистана Л. Ю. Маньковской. Учёные совместно обследовали здание, обмеряв его.

## Архитектура
Гумбез-бобо относился к типу портально-купольных мавзолеев, примеры которых известны для Средней Азии с X века. В то же время архитектурный памятник внешне выделялся очень архаичными формами.
В плане мавзолей имел размеры 7,86 × 6,42 м. Ко времени обследования постройка была почти на 1 м погружена в культурные слои: высота стен во внутренней камере составляла 3,64 м; снаружи — 2,78 м. Наружная поверхность стен обладала некоторым наклоном вовнутрь. Название мавзолея, вероятно, связано с наличием купола (узб. gumbaz). Однако к моменту исследования купольное перекрытие и свод портала обрушились и были утрачены, о них можно судить лишь по сохранным частям памятника.
Здание включало корпус, формирующий замкнутый кубический объём и уступавший ему по ширине (4,0 м) портал, который выдавался вперёд от корпуса. На момент изучения от портала уцелели лишь пилоны длиной 1,6 м, причём один из двух пилонов несомненно являлся пристройкой. Пролёт не сохранившегося арочного свода составлял 2,8 м. В фасадной стене, в нише между пилонами находился единственный вход с дверью. Каких-либо других проёмов в глухих стенах здания не имелось. Из-за наросших земляных наслоений проникнуть во внутреннюю камеру было возможно лишь ползком. Гумбез-бобо был лишён наружного декора, оставленный в черновой кирпичной кладке.
Внутреннее помещение Гумбез-бобо имело форму квадрата с недостаточно выдержанным равенством сторон (4,62—4,52—4,56—4,46 м). Ниши и другие архитектурные членения стен отсутствовали. Единственной деталью внутреннего убранства выступали ступенчатые консольные паруса по углам. Они были сложены 16 кирпичными рядами, включая 6 (согласно другим данным — 7) ступеней по 2 ряда и 4 яруса — по 1 ряду. В высоту парус имел 108 см, тем самым, составляя около трети от высоты мавзолея.
Надгробье размером 127 × 388 × 122 см смыкалось торцом с северной стеной. Возраст постройки определённо древнее, чем это надгробье.
Балками и кирпичами в основании купола квадратная форма сглаживалась до восьмигранника и, далее, до шестнадцатигранника. Судя по конструкции основания, утраченный купол являлся сфероконическим, образованным круговыми рядами кирпичей. К моменту изучения архитектурного памятника здание было отремонтировано, имея недавнее перекрытие двускатной кровлей на стропилах. На кровлю использовалась волнистая асбофанера.

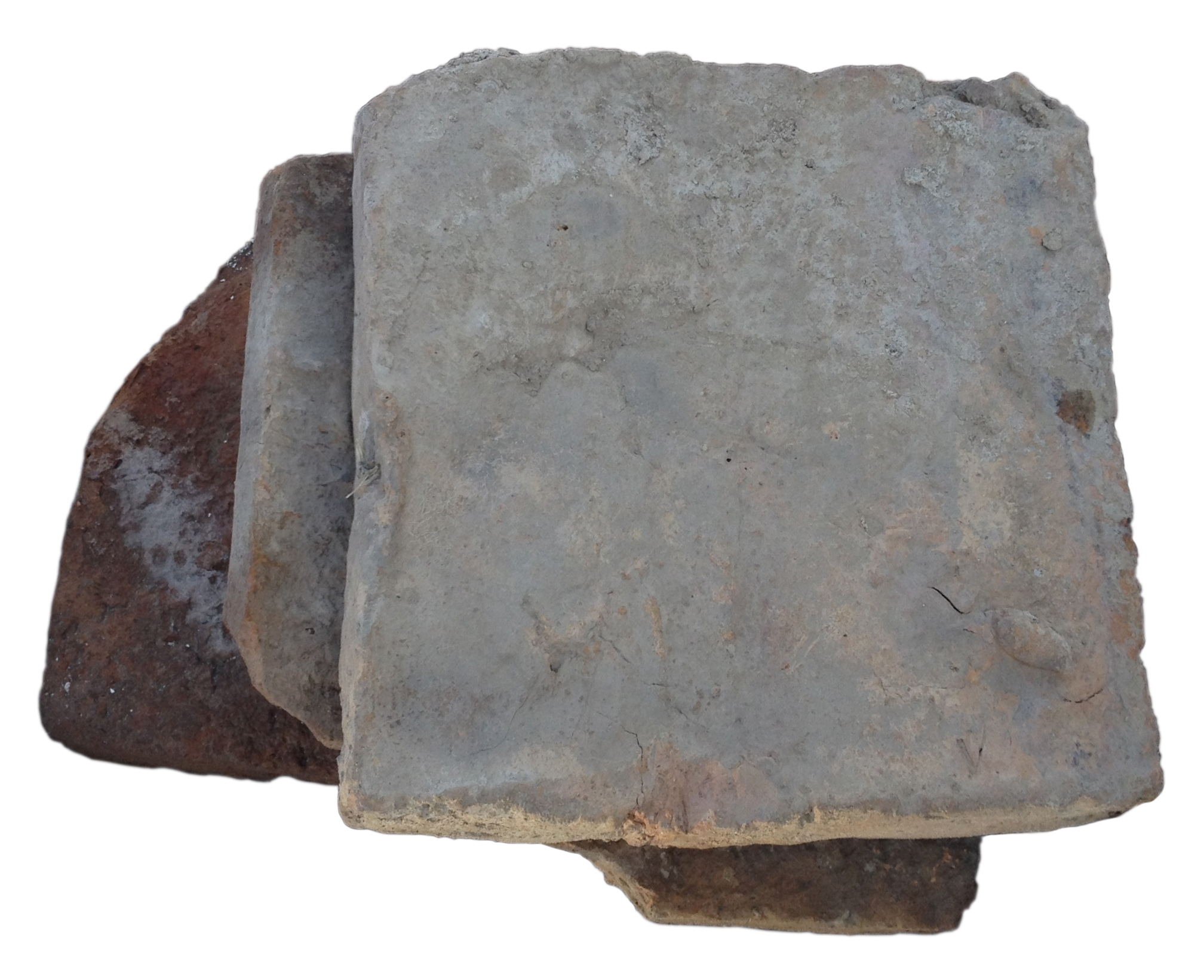
Кирпичи мавзолея Гумбез-бобо (XI-XII век)

Гумбез-бобо был возведён из жжённого кирпича плиточной (27 × 28 × 5 — 27 × 27 × 5,5 см) либо продолговатой формы (27—28 × 14 × 5,5 см) формы. Кладка производилась на глиняном растворе (10 рядов вместе с 10 швами имели по высоте 74,5 см). Однако в цоколе здания примечательно выявлен иной материал для кладки (35 × 17 × 5—7,5 и 41 × 20 × 5—7 см), что свойственно караханидскому продолговатому кирпичу. Два ряда таких кирпичей были видимы из внутренней камеры здания. Пилоны же стояли на цоколе из булыжника. По состоянию на 1983 год фундамент архитектурного памятника изучению не подвергался.

Современный мавзолей, выстроенный в 2014 году на месте исторического Гумбез-бобо в результате реставрации

### Архитектурный анализ композиции
Целый ряд свидетельств указывают на архаичность исторического мавзолея: ступенчатые паруса, скошенные стены, общая несложность архитектурной композиции, что подтверждается значительной толщей культурных напластований вокруг подножья. Использование продолговатого караханидского кирпича типично для среднеазиатского зодчества XI—XII веков. Датировку этими веками постулирует изучившая мавзолей Л. Ю. Маньковская (1970), оговариваясь, что её необходимо дополнить археологическими методами, расчистив и обследовав основания стен.

## Настоящее время
Мавзолей Гумбез-бобо (под номером 2041) входит в перечень объектов исторической, художественной или иной культурной ценности согласно приложению к Постановлению № 335 Кабинета министров Республики Узбекистан от 5 декабря 2014 года («Об утверждении Перечня объектов, в отношении которых вследствие их исторической, художественной или иной культурной ценности применение залога и ипотеки не допускается»).
В 2013 году Гумбез-бобо был включён в программу развития туризма в Ташкентской области, которая предусматривала «проведение реставрационных работ и улучшение состояния объектов культурного наследия».
Входит в национальный перечень объектов недвижимого имущества материального и культурного наследия Узбекистана — находится под охраной государства.

## Примечание
1. 1 2  Тарихий, бадиий ёки ўзга маданий қимматлилиги туфайли гаров ва ипотека қўлланилиши мумкин бўлмаган объектлар рўйхатини тасдиқлаш тўғрисида — Ўзбекистон республикаси Вазирлар маҳкамасининг 5.12.2014 йилдаги 335-сон Қарори Архивная копия от 20 июля 2017 на Wayback Machine (узб.)
2. 1 2 3 4 5  Булатова, Маньковская, 1983, с. 128.
3. 1 2 3 4 5 6 7 8 9 10 11 12 13 14 15 16 17 18 19  Маньковская Л. Ю. Мавзолеи Кызыл-мазар и Гумбез-бобо // Общественные науки в Узбекистане. — 1970. — № 10. — С. 72.
4. 1 2 3 4 5 6 7 8 9 10 11 12 13 14 15 16  Булатова, Маньковская, 1983, с. 129.
5. 1 2 3  Булатова, Маньковская, 1983, с. 50.
6. ↑  Булатова, Маньковская, 1983, с. 49—50.
7. ↑  Принята программа развития туризма в Ташкентской области. Turkiston - press (15 ноября 2013). Дата обращения: 7 июля 2017. Архивировано из оригинала 1 декабря 2017 года.
8. ↑  Moddiy madaniy merosning koʻchmas mulk obyektlari milliy roʻyxatini tasdiqlash toʻgʻrisida Oʻzbekiston Respublikasi Vazirlar Mahkamasining 2019-yil 4-oktabrdagi 846-sonli qarori. Lex.uz (4 октября 2019). Дата обращения: 24 января 2022. Архивировано 27 октября 2021 года.